# باغی (اسفراین)
باغی یک منطقهٔ مسکونی در ایران است که در دهستان روئین واقع شده‌است. براساس سرشماری مرکز آمار ایران در سال ۱۳۹۵، باغی ۵۱۷ نفر جمعیت دارد.